# Nostrano
Nostrano (italienisch; übersetzt «Der Unsrige») ist ein Begriff, der für viele Produkte verwendet wird.

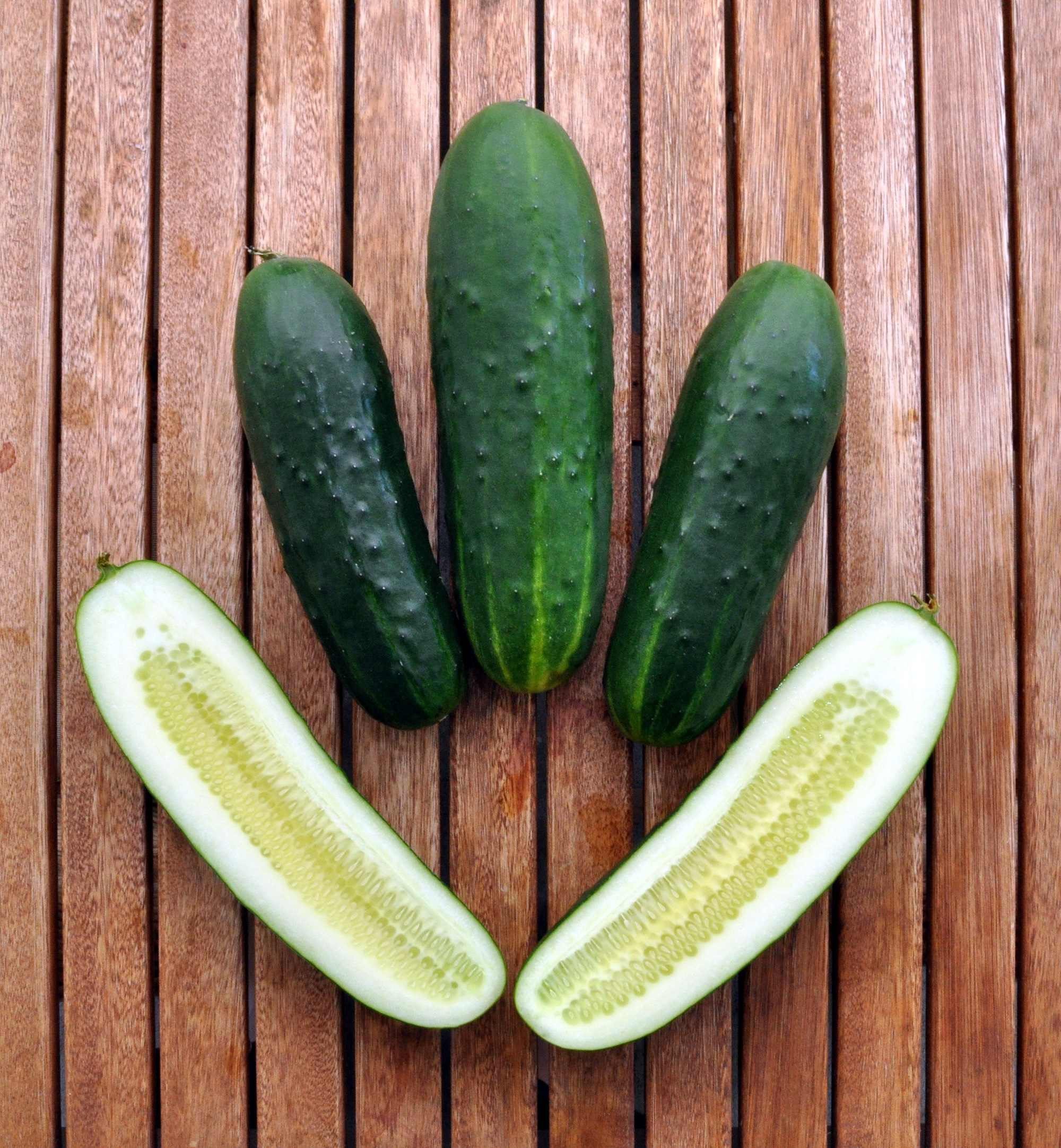
Gurken der Sorte «Nostrano»

Nostrano bezeichnet einen tanninhaltigen, herben, erdigen Landwein aus dem Kanton Tessin in der Schweiz (→ Weinbau in der Schweiz). Er ist eine Mischung aus den Rebsorten Barbera, Bonarda, Bondola und Freisa. In Restaurants wird er manchmal in Boccalini serviert.
Nostrano kann auch eine Salami oder ein Käse sein. Dabei meint man im Trentino, dass das Produkt aus der hiesigen Gegend oder dem hiesigen Ort kommt. 
Es gibt ebenso eine Salatgurkensorte Nostrano. Sie ist eine widerstandsfähige Gurke mit einer dickeren stacheligen Haut und mehr Fruchtfleischanteil, als die handelsüblichen Salatgurken.